# Патуссон, Эрлендур
Эрлендур Патуссон (фар. Erlendur Patursson; 20 августа 1913, Чирчубёвур, Стреймой, Фарерские острова — 16 июня 1986, там же) — фарерский политик, государственный, профсоюзный и общественный деятель, писатель
, редактор, кандидат экономических наук (1940).

## Биография
Родился в семье политика, писателя и поэта Йоуаннеса Патуссона (1866—1946).
Племянник общественной деятельницы, актрисы, поэтессы, писательницы, драматурга Хелены Патуссон (1864—1916) и писателя Сверри Патуссона (1871—1960).
Образование получил в 1933 году в Исландии. Жил в Осло и Копенгагене. Работал главным редактором.
Один из создателей в 1948 году фарерской левой партии «Республика», выступающей за национальную независимость от Дании. Сторонник независимости Гренландии и Аландских островов.
В 1953—1965 и 1969—1971 годах — председатель профсоюза рыбаков Føroya Fiskimannafelag, возглавлял крупные забастовки рыбаков во время экономического кризиса 1954 года.
В 1958—1966 и 1970—1986 годах был членом парламента Фарерских островов — Лёгтинга.
С 1963 по 1967 год занимал посты министра рыболовства, юстиции и финансов, с 1973 по 1977 год был одним из двух депутатов Фарерских островов датского парламента — Фолькетинга.
Был председателем Ассоциации рыбаков Фарерских островов. Заслугой Э. Патуссона является расширение рыболовных районов Фарерских островов сначала до 12 морских миль, а затем до 200 морских миль, а также передача прав на недра у Фарерских островов.
Как прозаик в 1981 году Патуссон был удостоен Фарерской литературной премии им. М. А. Якобсена за своё пятитомник об истории фарерских рыбаков.

## Избранные произведения
- Fólkaflytingin úr Føroyum, 1942
- Føroysk búreising, 1945
- Føroysk stjórnarmál, 1945
- Fiskiveiði — fiskimenn: 1850—1939 I, II, 1961
- Fiskivinna og Fiskivinnumál: 1940—1970 I, II, III, 1976—1981
- Sjón og seiggj, 1983
- Í hjørtum okkara býr frælsi, 1985
- «Aldrig kan et folk forgå»- som ikke vil det selv, 1986.